# Alexandre Calame
Alexandre Calame (Corsier-sur-Vevey, Vaud kanton, 1810. május 28. – Menton, 1864. március 19.) svájci festő.

## Életpályája
15 éves korától bankban dolgozott és csak üres óráiban foglalkozhatott rajzolással és festéssel. 1829-ben  François Diday tájképfestőnél kezdett tanulni. Teljesen a művészetnek szentelte magát; 1835-től állandóan szerepelt a párizsi és berlini kiállításokon svájci alpesi és erdei tájképeivel, amelyek nagy sikert arattak. 1842-ben Párizsba ment és néhány művét kiállította. 1844-ben Olaszországba utazott és innen is több jeles képet hozott magával. Talán a legkitűnőbb műve az év és nap négy szakának ábrázolása 4 tájképben. Rendkívül népszerűek voltak és sokáig rajzmintákul szolgáltak rajzai és rézmaratású képei.

## Emlékezete
Mellszobra Genfben található.

## Galéria

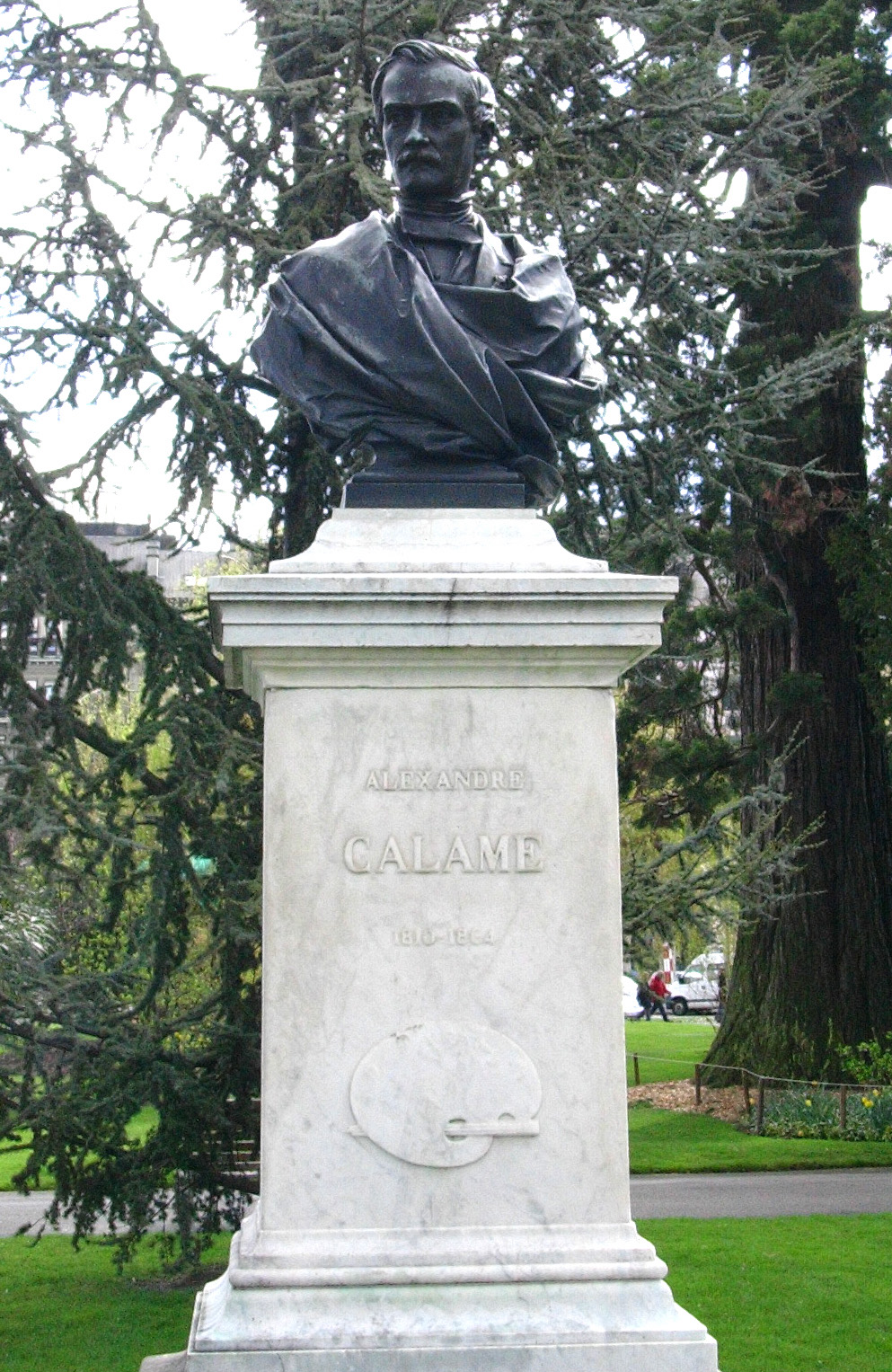
Mellszobra Genfben (Jardin Anglais)
Svájci tájkép
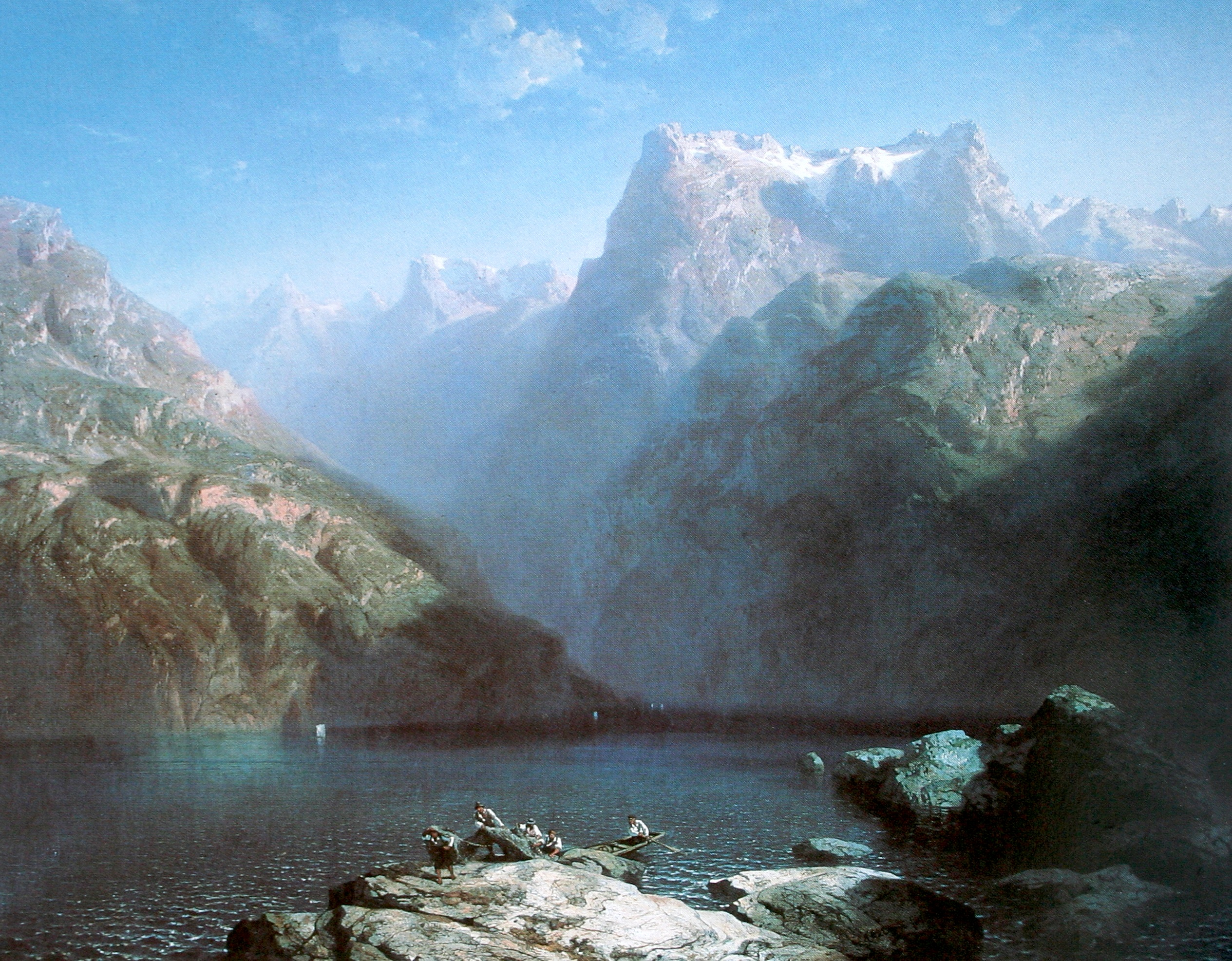
A Vierwaldstätti-tó (1855)